# NGC 201
NGC 201 ist eine Balken-Spiralgalaxie vom Hubble-Typ SAB(r)c im Sternbild Walfisch südlich des Himmelsäquators. Sie ist schätzungsweise 199 Millionen Lichtjahre von der Milchstraße entfernt und hat einen Durchmesser von etwa 105.000 Lj. Gemeinsam mit NGC 192, NGC 196 und NGC 197 bildet sie die Hickson-Kompaktgruppe HCG 7. 
HCG steht für Hickson Compact Group. Dabei handelt es sich um Ansammlungen von hellen Galaxien, die vergleichsweise isoliert liegen. Man nimmt an, dass die Galaxien der HCG 7 sich nähern und schließlich miteinander verschmelzen werden. Simulationen haben gezeigt, dass diese Galaxien innerhalb von einer Milliarde Jahren eine riesige Galaxie bilden werden. 
Das Objekt wurde am 28. Dezember 1790 von dem deutsch-britischen Astronomen Wilhelm Herschel entdeckt.